# 사이토 아스카
사이토 아스카(일본어: 齋藤飛鳥, 1998년 8월 10일 ~ )는 일본 여성 아이돌 그룹 전 노기자카46의 멤버이다.

## 인물
일본인 아버지와 미얀마인 어머니를 둔 혼혈이다.

## 참여곡
- 이노치와우츠쿠시이 - 미리 이야기되는 로맨스

## 출연작

### 영화
- 2007년 사쿠란 - 토메키 역